# 史于光
史于光（1480年—1526年），字中裕，號笋江，福建泉州府晉江縣人，祖籍浙江寧波府鄞縣，明朝政治人物，進士出身。

## 生平
正德八年（1513年）癸酉科福建鄉試第三十六名舉人，十二年（1517年）中式丁丑科會試第一百七十九名，二甲第五十三名進士。選翰林院庶吉士，託病歸鄉讀書，有在家安身終老之志。經親人規勸後再出仕，任吏科給事中。
大禮議中，反對明世宗立其父入大統。後因病歸鄉，死於家中，年四十七。著有《易解》、《四書解》，《正蒙》、《筍江集》等書。

## 家族
曾祖史德謙；祖父史柔；父史鑑。母蔡氏。永感下。弟史于榮、史于清。